# 와로타피포
〈와로타피포〉(일본어: ワロタピーポー 와로타피포[*])는 일본의 여성 아이돌 그룹 NMB48의 17번째 싱글 앨범으로, 2017년 12월 27일 발매되었다.